# Wisting (TV-serie)
Wisting är en norsk kriminal- och dramaserie från 2019 vars första säsong hade premiär den 11 april 2019. Serien är skapad av Trygve Allister Diesen som även svarat för såväl regi som manus av serien. Seriens andra säsong hade premiär  i december 2021 och den tredje säsongen hade premiär april 2022. Serien har blivit förnyad med både en fjärde och en femte säsong.

## Handling
Serien utspelar sig i det lilla norska samhället Larvik och kretsar kring chefsutredaren William Wisting. Han står inför den svåraste mordutredningen i sin karriär vilket involverar en amerikansk seriemördare, som jagats av FBI i 20 år.

## Rollista (i urval)
- Sven Nordin - William Wisting
- Carrie-Anne Moss - Maggie Griffin
- Thea Green Lundberg - Line
- Jonas Strand Gravli - Thomas
- Kjersti Sandal - Torunn Borg
- Mads Ousdal - Nils Hammer, police detective
- Mariann Hole - Sissel
- Lars Berge - Benjamin Fjeld
- Jon Øigarden - Terje Nordbo